# Arménská hokejová reprezentace
Arménská hokejová reprezentace je hokejová reprezentace Arménie. Arménský hokejový svaz byl založen roku 2004, jeho prezidentem je Karen Chačatrjan. Arménská hokejová reprezentace je umístěna na posledním místě (48.) v žebříčku IIHF.
Arménii bylo v roce 2010 pozastaveno členství v IIHF z důvodu neoprávněných startů některých hráčů a zveřejňování chybných informací o občanstvích hráčů.

## Statistiky
- První zápas: Rejkjavík (Island), 17. března 2004, Irsko  -  Arménie 15:1
- Nejvyšší vítězství: Jerevan (Arménie),13. Dubna 2025, Arménie  -  Malajsie 24:3
- Nejvyšší prohra: Ciudad de México (Mexiko), 11. března 2005, Mexiko  -  Arménie 48:0

## Historické výsledky
| Rok                  | Místo turnaje | Umístění                                     |
| -------------------- | ------------- | -------------------------------------------- |
| MS - 2004 Divize III | Island        | 5. místo                                     |
| MS - 2005 Divize III | Mexiko        | 5. místo                                     |
| MS - 2006 Divize III | Island        | Bronzová medaile                             |
| MS - 2007 Divize III | Irsko         | Odvolala účast                               |
| MS - 2008 Divize III | Lucembursko   | Diskvalifikace                               |
| MS - 2009 Divize III | Nový Zéland   | Odvolala účast                               |
| MS - 2010 Divize III | Arménie       | Diskvalifikace                               |
| MS - 2011 Divize III | Jižní Afrika  | Neúčast z důvodu pozastavení členství v IIHF |
| MS - 2025 Divize IV  | Arménie       | Stříbrná medaile                             |